# Kvarteret Krubban

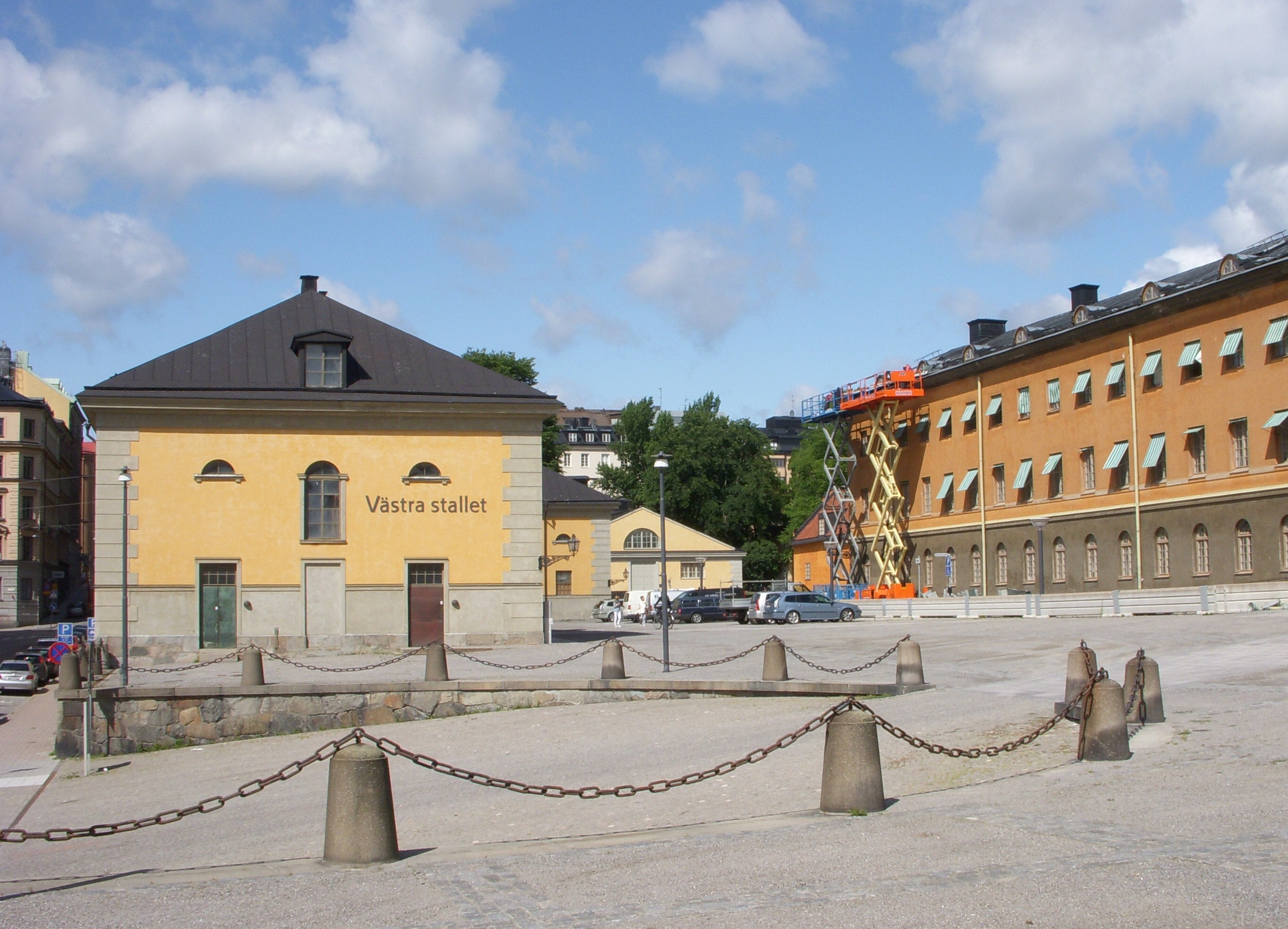
Kvarteret Krubbans sida mot Storgatan, vy mot väst, juli 2009.

Kvarteret Krubban är ett kvarter i stadsdelen Östermalm i Stockholms innerstad. Kvarteret omges av Linnégatan, Narvavägen, Banérgatan, Storgatan och Styrmansgatan. I kvarteret finns idag bland annat Historiska museet och rester av den Oxenstiernska malmgården. Kanslikasernens länga, som numera inhyser delar av Riksantikvarieämbetet och andra verksamheter, dominerar området mot sydväst och Storgatan. Samtliga byggnader i kvarteret Krubban, förutom en förskola – Styrmansgatan 26, är klassade som byggnadsminne och förvaltas av Statens fastighetsverk.

## Historik

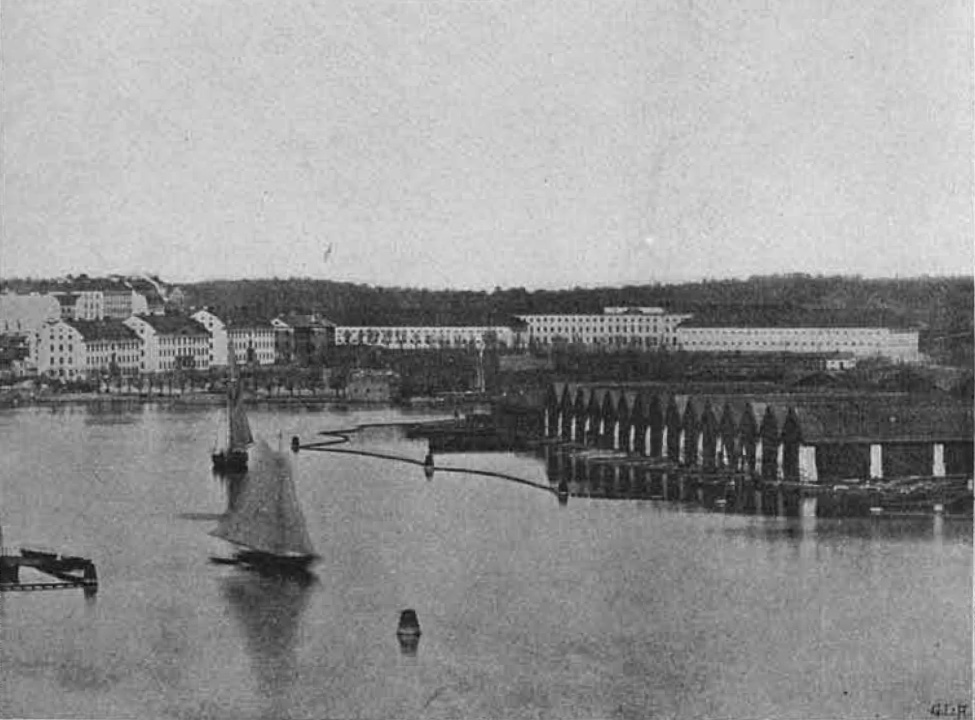
Kasernerna på det gamla Terra Novaområdet

Kvarterets tidigare namn angavs på Petrus Tillaeus karta från 1733 med Terra Nova mindre. Med "terra nova", det "nya landet", avsågs de nya områden på Ladugårdslandet som införlivades 1640 med Stockholms stad. Här anlades 1716 Terra Nova, som var ett av fyra stora skeppsvarv i Stockholm på 1700-talet. Kvarteret Krubbans bebyggelse härstammar från tre tidsperioder; 1700-, 1800- och 1900-talen. De äldsta bevarade byggnaderna uppfördes i början av 1700-talet och avsåg den Oxenstiernska malmgården. Av den finns idag tre flygelbyggnader och den så kallade Roseliuska bostaden från 1780-talet kvar. Även Magnus Gabriel de la Gardie hade här en malmgård med en omtalad barockträdgård, av den är dock ingenting bevarad. Förskolan Styrmansgatan 26 har två byggnader som är från 1877 och är båda K-märkta.

## Kronans regementen

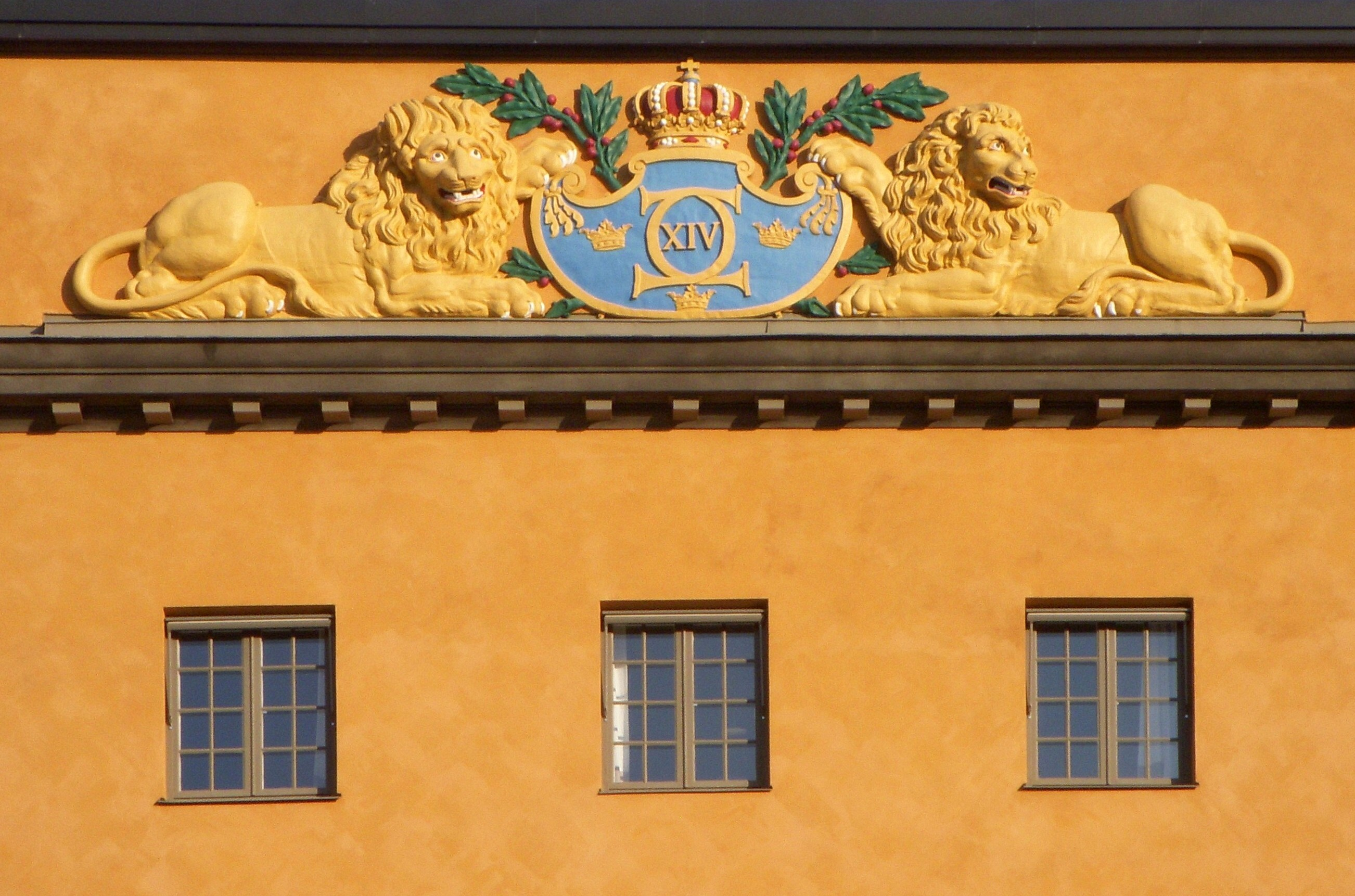
Utsmyckning med Karl XIV Johans krönta namnchiffer på fasaden för Riksantikvarieämbetets byggnad.

På 1800-talets början köpte Kronan delar av området och lät uppföra kaserner och stallbyggnader för bland annat Kungliga Livgardet till häst. Regementsbyggnaderna uppfördes åren 1805–1817 efter arkitekt Fredrik Bloms ritningar i ett stramt nyantikt formspråk. Kanslikasernens länga dominerar området mot sydväst och Storgatan. Dess mittparti har framhävts genom en frontespis som pryds av två förgyllda, i trä skurna lejon, som håller i Karl XIV Johans namnchiffer.
När kasernen invigdes var den Stockholms största byggnad efter Slottet. År 1831 övertogs även malmgårdens byggnader av Kronan, där inhyste man bland annat officersbostad, marketenteri, stall och sjukstuga. Ursprungligen, innan kvarteren söder om Storgatan bebyggdes, tecknade sig anläggningen effektfullt från Ladugårdslandsviken.
Åren 1811–1927 fanns här följande regementen:
- Kongl. Livgardet till häst 1811–1897
- Kongl. Andra Svea artilleriregemente 1897–1901
- Kungl. Vaxholms grenadjärregemente 1902–1906
- Kungl. Positionsartilleriregementet 1902–1927

## Statens historiska museum och Riksantikvarieämbetet
Militären lämnade området 1927 och regeringen beslöt att upplåta kasernerna åt Statens historiska museum. Efter en arkitekttävling i början av 1930-talet, som vanns av Bengt Romare och Georg Scherman, byggdes kanslikasernen om till Historiska museet (invigning 1943). Till kanslikasernen flyttade bland andra Kungliga Vitterhetsakademien och Riksantikvarieämbetet (RAÄ). Under åren 1950 till 1970 omvandlades de tidigare militära byggnaderna till kontor, främst för statliga och kommunala myndigheter. Östra stallet anpassades 2005 till lokaler för Riksantikvarieämbetet, och rymmer bland annat publika lokaler för Riksantikvarieämbetets arkiv och bibliotek (Antikvarisk-topografiska arkivet, ATA och Vitterhetsakademiens bibliotek). Under kaserngården uppfördes magasin för arkivets och bibliotekets samlingar.

## Bilder

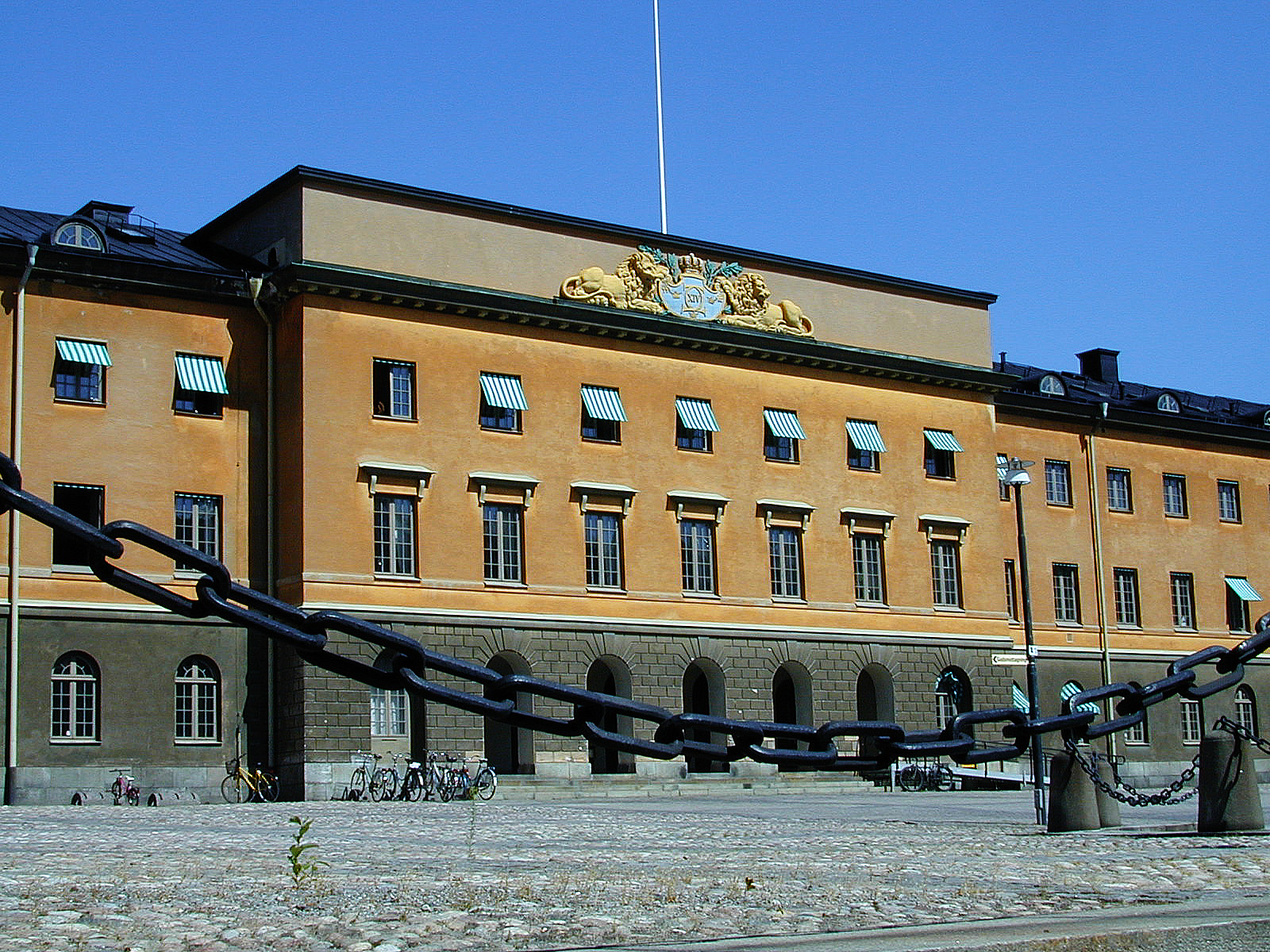
Kanslikasernen
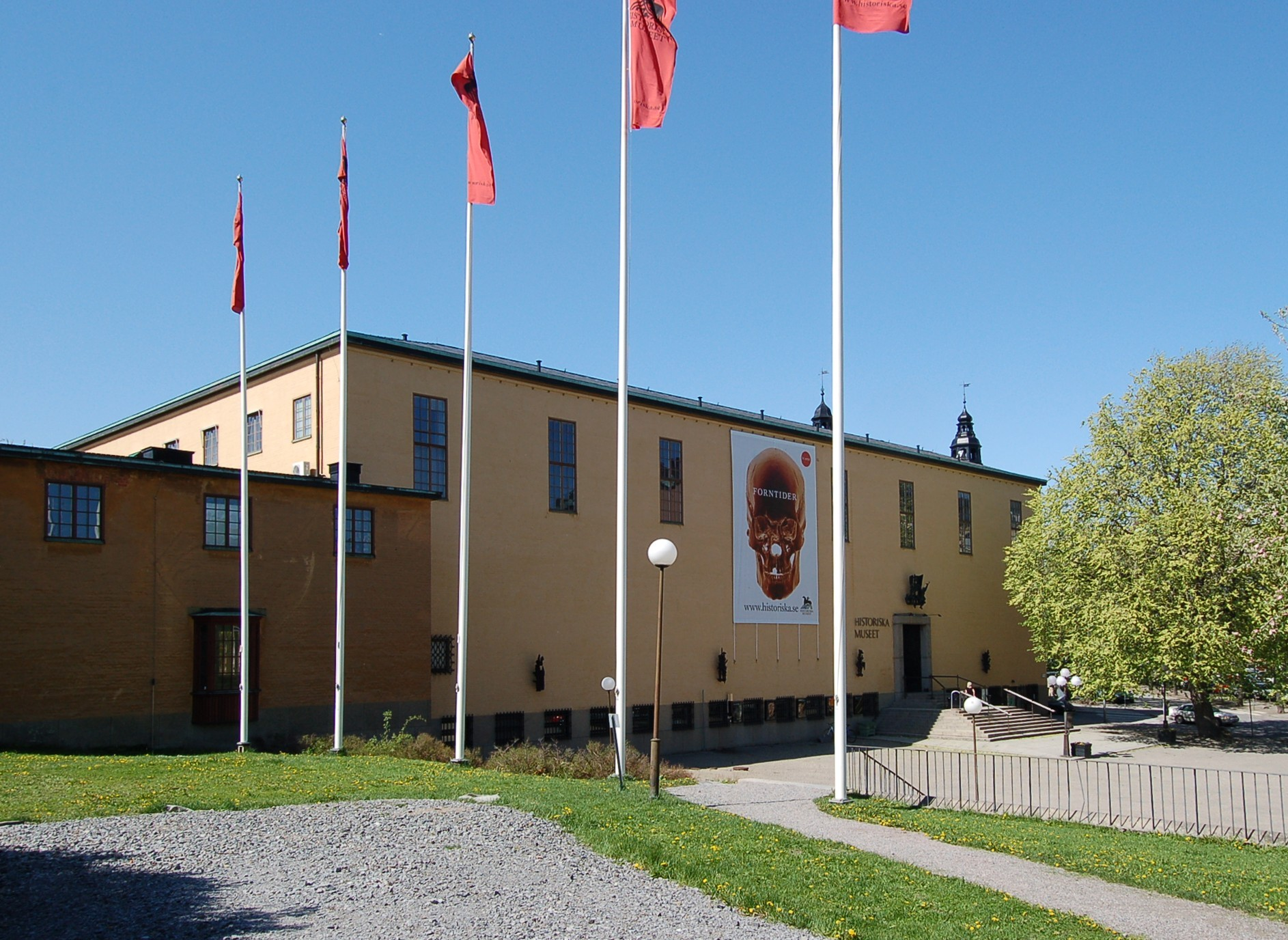
Historiska museet
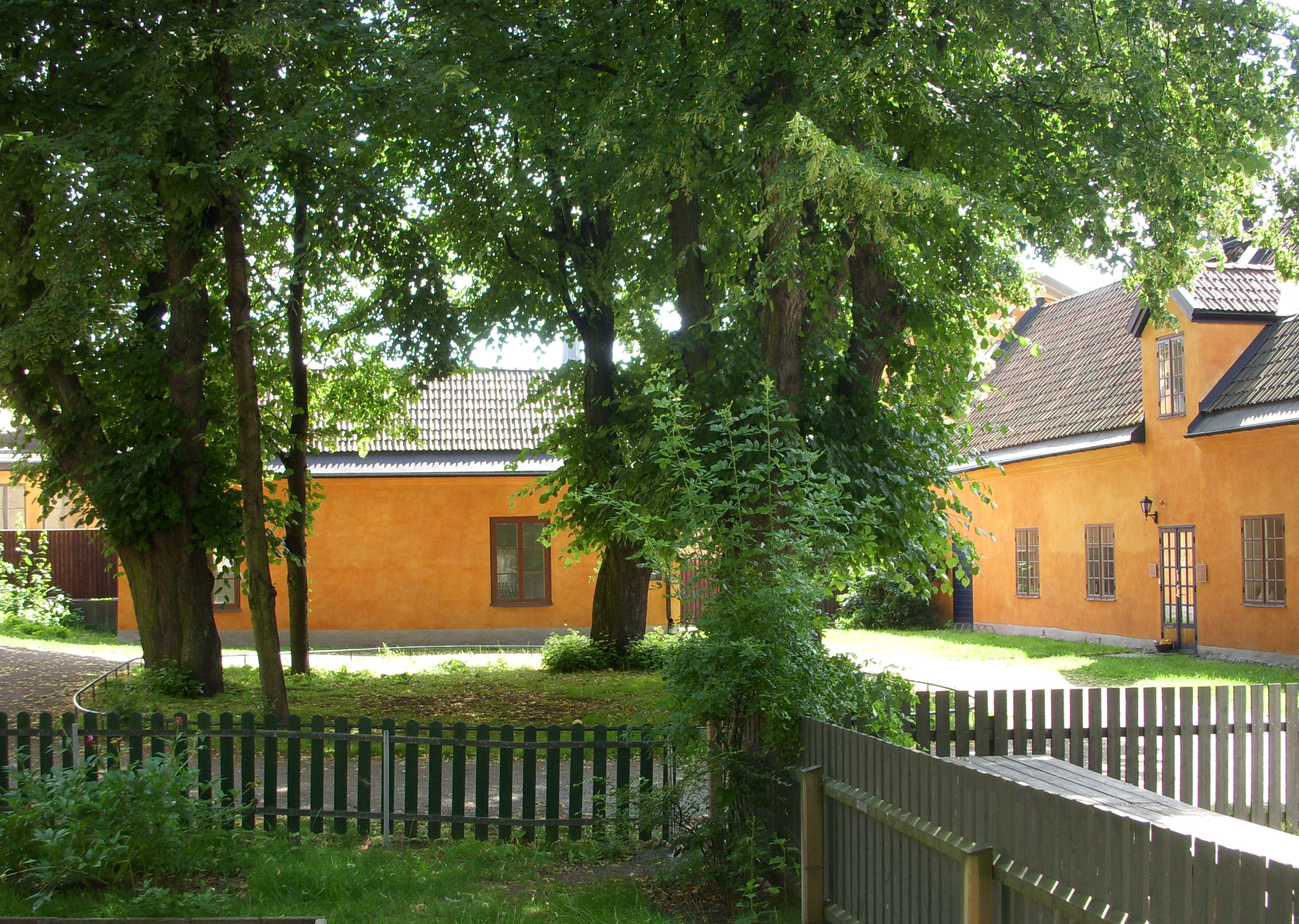
Oxenstiernska malmgården
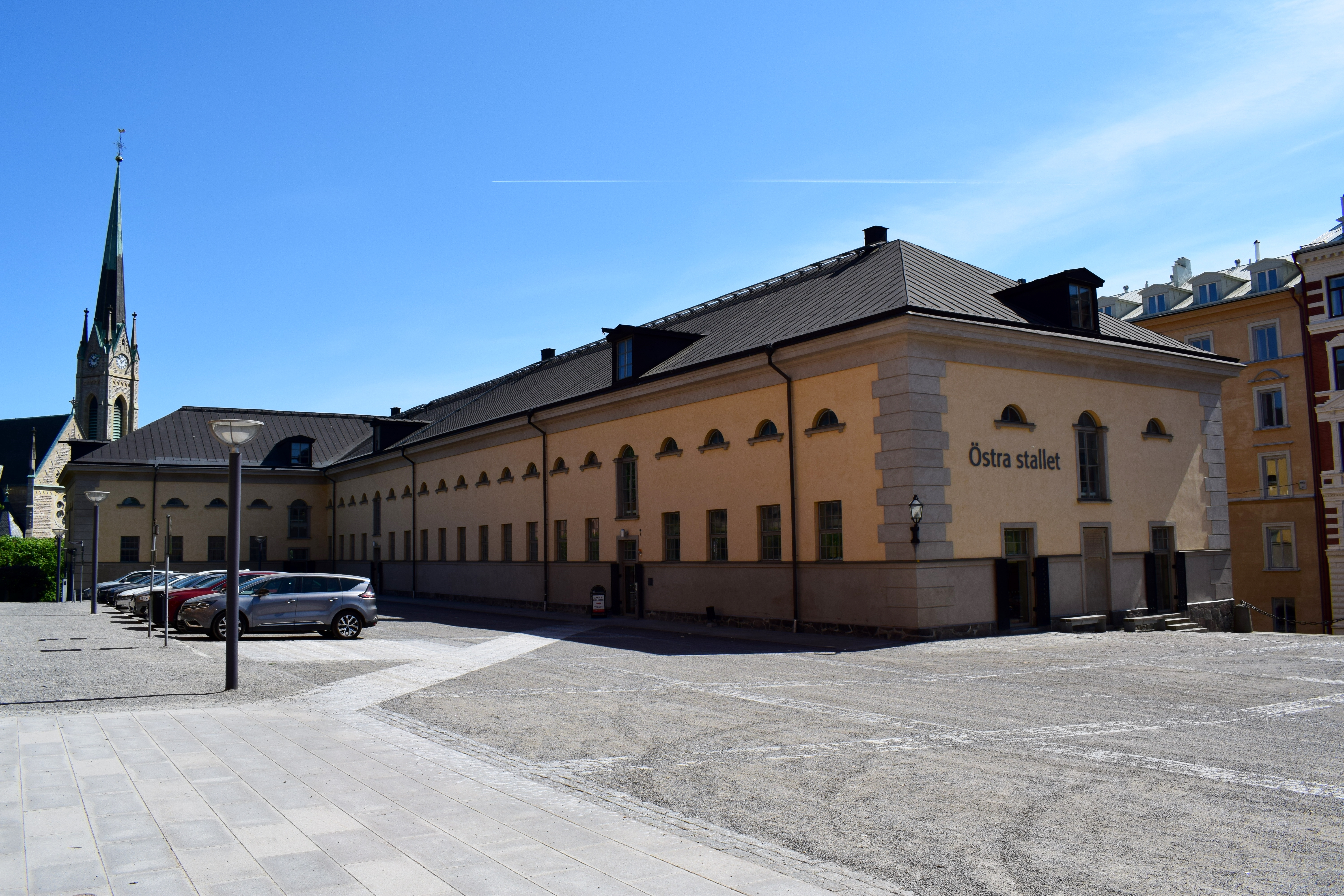
Östra stallet